# أعمال الآزتك الحربية

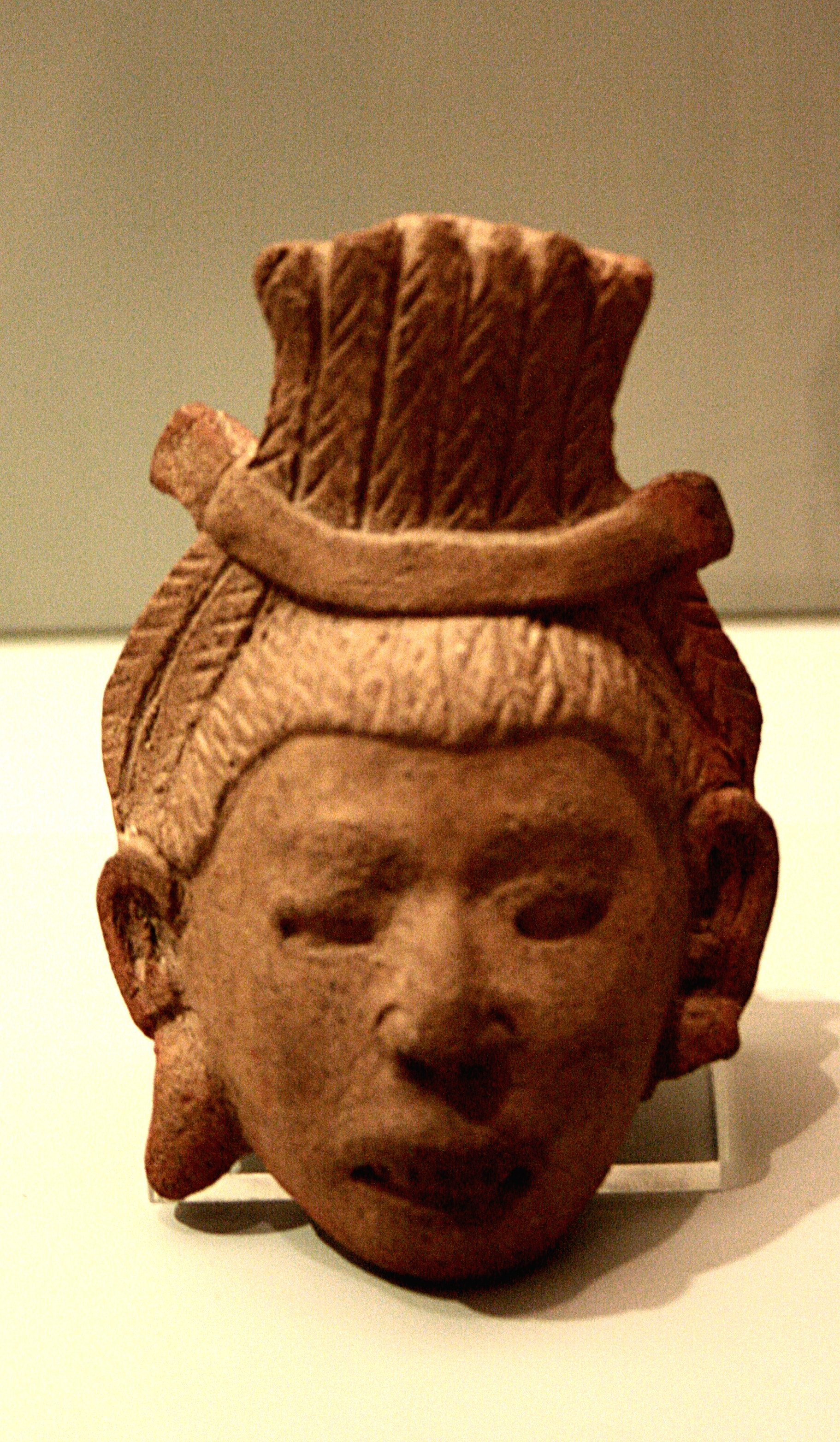
رأس محارب أزتيك مع وثاق «تيميلوتل»، متحف الأمريكتين، مدريد، إسبانيا

تُعنى أعمال الآزتك الحربية بالجوانب المرتبطة بالاتفاقيات والقوات والأسلحة والتوسعات الاستراتيجية العسكرية التي قامت بها حضارات الآزتك في أمريكا الوسطى، مشتملةً على وجه الخصوص التاريخ العسكري لتحالف الآزتك الثلاثي (إمبراطورية الآزتك) الذي ضم دولة مدينة تينوتشتيتلان وتتزكوكو وتلاكوبان وغيرها من الكيانات السياسية المتحالفة في المنطقة المكسيكية الوسطى.
كانت قوات الآزتك المسلحة تتألف عادة من عدد كبير من عامة الناس (ياؤكيسكيه  yāōquīzqueh، «أولئك الذين ذهبوا إلى الحرب») الذين تلقوا فقط تدريبًا عسكريًا بسيطًا، وعدد أقل لكن لا يُستهان به من المحاربين المحترفين من طبقة النبلاء (بيبلتنpépiltin ) الذين نُظِّموا ضمن مجتمعات محاربة ورُتب وفقًا لإنجازاتهم. تمحورت دولة الآزتك حول التوسع السياسي والهيمنة على دول المدن الأخرى، وكانت الحرب القوة الدينامية الأساسية في سياسة الآزتك. كان مجتمع الآزتك أيضًا متمركزًا حول الحرب: إذ يتلقى ذكور الآزتك تدريبًا عسكريًا أساسيًا منذ نعومة أظفارهم، وكانت الإمكانية الوحيدة للارتقاء الاجتماعي لعامة الناس (ماءْسوالتن mācehualtin) من خلال الإنجازات العسكرية، بالأخص احتجاز الأسرى (ماءلتن  māltin، مفردها مالي malli). وهكذا، فإن الرجال المختارين فقط هم من خدموا في الجيش. وشكلت التضحية البشرية بأسرى الحرب جزءًا هامًا من العديد من احتفالات الآزتك الدينية. لذلك كانت الحرب القوة الدافعة الرئيسية لكل من اقتصاد الآزتك وديانتهم.[بحاجة لمصدر]

## أعمال الحرب في مجتمع الآزتك

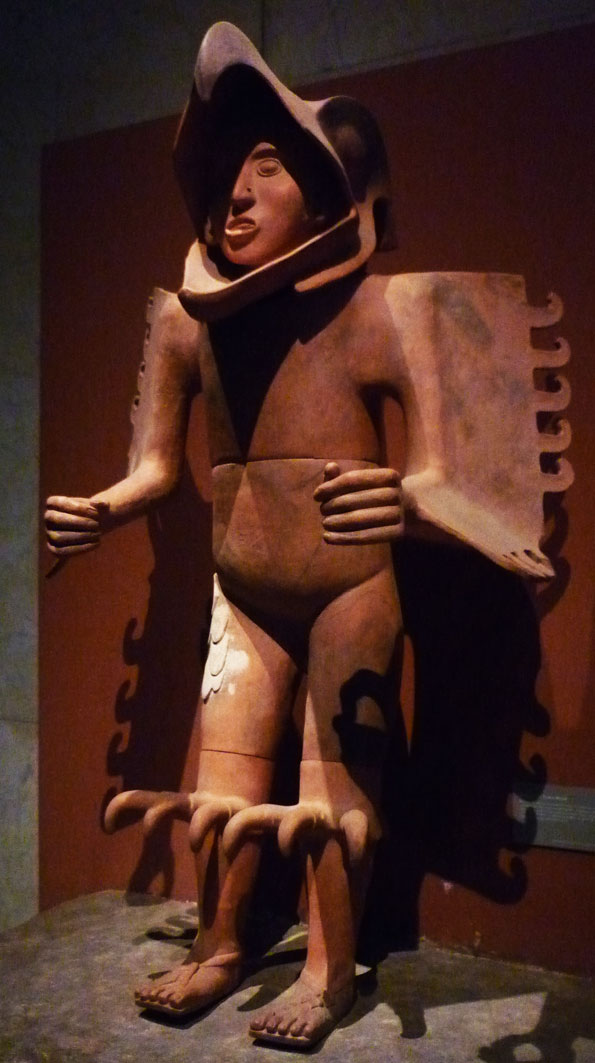
تمثال من الطين يصور محارب برتبة نسر

كان هناك هدفان رئيسيان في حروب الآزتك. أما الهدف الأول فكان سياسيًا: إخضاع دول المدن الأعداء (ألتيبتل) بغية التضحية البشرية وتوسيع هيمنة الآزتك السياسية. وأما الهدف الثاني فكان دينيًا واجتماعيًا واقتصاديًا: أخذ الأسرى للتضحية بهم في الاحتفالات الدينية. أثر هذان الهدفان المزدوجان أيضًا على نوعية الحروب التي يمارسها شعب الآزتك. معظم الحروب كانت سياسية في المقام الأول ومدفوعة بتوقعات نبلاء الآزتك من التلاتواني( Tlahtoāni أي الحاكم) بتوفير النمو الاقتصادي من خلال التوسعة وتوقعات عامة الناس بامتلاكهم فرصة للارتقاء في المجتمع من خلال النجاح في الحرب. وكان أول إجراء يقوم به الحاكم المنتخب هو القيام دائمًا بحملة عسكرية تخدم غرضًا مزدوجًا يتمثل بإظهار قدرته كمحارب وبالتالي توضيح إخضاع الأحزاب السياسية وأن حكمه سيكون قاسيًا على أي سلوك متمرد مثل سلوك سلفه، واعتبرت حملة التتويج الفاشلة نذير سيئ للغاية لحكم التلاتواني ويمكن أن تؤدي إلى تمرد دول المدن الخاضعة للحكام السابقين وانعدام ثقة نبلاء الآزتك بقدراته على الحكم - وكان هذا هو الحال بالنسبة لتيزوك الذي سممه نبلاء الآزتك بعد عدة حملات عسكرية فاشلة.

### حرب الزهور
أما النوع الثاني من الحروب التي خاضها الآزتك فقد أشير إليها باسم حرب الزهور(شوتشيا أُيؤتل xōchiyāōyōtl). الحروب من هذا النوع خاضتها جيوش أصغر عقب تنسيق مسبق بين الأطراف المعنية. ولم تكن موجهة مباشرة إلى الدولة المدينة المعادية (ألتيبتل) لكنها خدمت عددًا من الأغراض الأخرى. من أكثر الغايات المنوه إليها أخذ الأسرى القرابين، وكان هذا بالتأكيد جزءًا مهمًا من معظم الأعمال الحربية لدى الآزتك. ويذكر الراهب دييغو دوران وسجلات الأحداث المستندة إلى «كرونيكا العاشر» (Crónica X) أن حرب الزهور قد حُرضت من قبل تلاكايليل خلال المجاعة الكبرى في أمريكا الوسطى في الفترة 1450-1454 في عهد موكتزوما الأول. تذكر هذه المصادر أن تلاكيليل قد رتب مع قادة تلاكسكالا وتشولولا وهوكسوتزينكو وتليليكويتيبيك للدخول في معارك شعائرية التي من شأنها أن تزود جميع الأطراف بضحايا قرابين كفايةً لاسترضاء الآلهة. بيد أن روس هاسيغ (1988) يطرح أربعة أهداف سياسية رئيسية لحرب الزهور.
1. وفر هذا النوع من الحروب للآزتك فرصة لإظهار قوتهم العسكرية. وبما أن جيش الآزتك كان أكبر جيوش خصومهم المتمثلين عادة بدويلات مدن أصغر حجمًا، وبما أن أعداد المقاتلين في كل جانب كانت ثابتة، فإن جيش الآزتك كان قد أرسل نسبة من قواته الإجمالية أقل بكثير مقارنة بخصومه. خسارة حرب الزهور عندها ستكون أقل ضررًا لجيش الآزتك من خصومه.
2. وهذا يعني أيضًا أن الهدف كان الاستنزاف – إذ يمكن لجيش الآزتك الكبير أن يتحمل الانخراط في حروب صغيرة النطاق أكثر بكثير من خصومهم الذين سوف يتعبون تدريجيًا حتى يحين موعد شن الغزو الفعلي عليهم.
3. سمحت الحرب للحاكم بالحفاظ على استمرار الأعمال القتالية بحدة منخفضة أثناء انشغاله بمسائل أخرى.
4. وفي المقام الأول، خدمت حرب الزهور كبروباغندا لكل من الدول المدن الأخرى ولشعب الآزتك سامحةً لحكام الآزتك بإظهار قوتهم باستمرار مع تدفق مستمر من أسرى الحرب إلى تينوتشتيتلان.
5. والأهم من ذلك كله أن حرب الزهور قد وفرت الضحايا لأداء القرابين الشعائرية. إلى الشرق من إمبراطورية الآزتك المتنامية كانت دولة مدينة تلاكسكالا. كان التلاكسكالايون شعب قوي يشترك بثقافته ولغته مع طقوس شعب إمبراطورية الآزتك. كانوا على صلة وثيقة بالإمبراطورية رغم أنهم لم يتعرضوا للغزو من قِبلها. عُقد اتفاق مع التلاكسكالايين لخوض معارك شعائرية تسمى شوتشيا أُيؤتل. شكلت حرب الزهور حربًا طقوسية بالنسبة لشعب الآزتك الذي يظفر بالضحايا ليقدمها قربانًا لإلههم شيبي توتيك (تيزكاتليبوكا).

## طقوس الولادة
لعب المحاربون دورًا أساسيًا في حياة الآزتك وثقافتهم. عند الولادة، يتلقى صبي الآزتك رمزين لكونه محاربًا. يُوضع درع في يسراه وسهم في يمناه. وبعد احتفال قصير، يُنقل حبله السري والدرع والسهم إلى ساحة إحدى المعارك ليدفنه محارب مرموق. ترمز هذه الطقوس إلى نهضة المحارب. يصنع كل درع وسهم خصيصًا لذلك الفتى كي يمثل عائلته والآلهة. تظهر طقوس الميلاد هذه أهمية ثقافة المحارب لدى الآزتك.
أما بالنسبة للفتيات، يُدفن حبلهن السري عند الولادة عادة تحت مدفأة الأسرة تمثيلًا لمستقبل حياة المرأة كي تكون في المنزل ترعى احتياجات الأسرة المعيشية.

## الحياة خارج الحرب
نظرًا لأن جميع الفتيان يبدؤون بسن 15 التدرب كي يصبحوا محاربين، فإن مجتمع الآزتك ككل ليس لديه جيش دائم. وبالتالي، فإن المحاربين سوف يُجندون إلى الحملات عبر تقديم مكافأة تعويضية (أجور السلع والعمالة المفروضة من قِبل الحكومة). خارج ساحات المعارك، عمل العديد من المحاربين كمزارعين وتجار. يتعلمون تجارتهم من والدهم، ويتزوج المحاربون في أوائل العشرينات من العمر، ويشكلون جزءًا حيويًا من الحياة اليومية في مجتمع الآزتك. يعملون عادة في تجارة معينة والتي عادةً ما تكون متوارثة عبر العائلة. إن المحاربين مواطنون من الطبقة الدنيا، عندما يتم استدعاؤهم سيشاركون في المعركة. ومع ذلك، كون المرء محاربًا قدم وسيلة للارتقاء في مجتمع الآزتك. إذ شكلت حياة المحارب فرصة لتغيير الوضع الاجتماعي للمرء. ولو نجح المحارب في ذلك فسوف تُقدم له الهدايا ويُعترف به علنًا بإنجازاته في المعارك. وإذا وصل إلى رتبة نسر أو جاغوار سيعتُبر من طبقة النبلاء. وسيصبحون أيضًا محاربين بدوام كامل يعملون لصالح ولاية المدينة لحماية التجار والمدينة نفسها. هم أشبه بقوى الشرطة في مجتمع الآزتك.                                                 

## مظهر المحاربين الخارجي

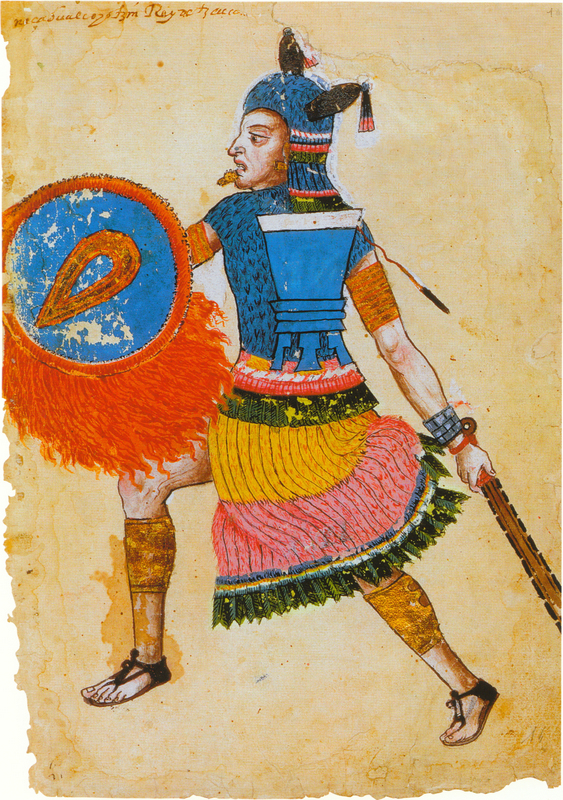
نيزاوالكويوتل يرتدي درعًا قطنيًا مع سيف من الأوبسيديان وترس وخوذة بشكل القيوط أو الذئب. كودكس أزتيكي، نحو العام 1550

تقدر ثقافة الآزتك المظهر الخارجي، والمظهر يحدد مكانة الناس داخل المجتمع. كان للمحاربين مظهر مميز للغاية. يتكافأ رداؤهم مع نجاحهم وانتصارهم في ساحة المعركة. استندت عملية كسب الرتب كمحارب آزتك إلى عدد الجنود الأعداء الذين أسرهم المحارب. أي محارب أَخذَ أسير واحد يحمل ماكواليتو (هراوة) وتشمالي (درع) بدون أيّ أوسمة. ويكافأ أيضا بمانتا، وقباء برتقالي مع شريطة، ومئزر قرمزي، ورداء معقود كالعقرب. (ديلي ، 145). المحارب بأسيرين يرتدي صندل في ساحة المعركة. وسيمتلك أيضًا بدلة محارب مكسية بالريش وقبعة مخروطية الشكل، وهذا المظهر هو الأكثر شيوعًا في كودكس ميندوزا. المحارب بأربعة أسرى، أي برتبة نسر أو جاغوار، يرتدي جلد جاغوار فعلي مع شق مفتوح للرأس. يحظى هؤلاء المحاربين بمجوهرات وأسلحة باهظة الثمن. وكانت تسريحة شعرهم أيضًا فريدة من نوعها. يُربط الشعر أعلى الرأس ويُفرق إلى قسمين مع رباط أحمر ملفوف حولهما. الرباط الأحمر مزخرف أيضًا بريش أخضر وأزرق وأحمر. كانت تُصنع الدروع من خشب الخوص والجلد، لذلك لم يبقَ منها إلا القليل.